# Italië op het Eurovisiesongfestival 1977
Italië deed mee aan het Eurovisiesongfestival 1977 in Londen (Verenigd Koninkrijk). Het was de tweeëntwintigste deelname van het land.

## Nationale selectie
Net zoals de voorbije jaren koos de RAI, de Italiaanse nationale omroep hun kandidaat voor het Eurovisiesongfestival.
Er werd gekozen om de kandidaat intern te kiezen. Er werd gekozen voor Mia Martini met het balladlied Libera. Echter voor aanvang van het festival werd er beslist om het lied een ander arrangement te geven en te veranderen naar een up-tempolied.

## In Londen
In Londen moest Italië aantreden als vijftiende net na Spanje en voor Finland.
Op het einde van de puntentelling bleek dat Mia Martini op een teleurstellende 13de plaats was geëindigd met 33 punten.
Nederland en België hadden geen punten over voor deze inzending.

### Gekregen punten

#### Finale
| 12 punten | 10 punten | 8 punten               | 7 punten                         | 6 punten |
| --------- | --------- | ---------------------- | -------------------------------- | -------- |
|           |           | - Ierland              | - Frankrijk                      | - Monaco |
| 5 punten  | 4 punten  | 3 punten               | 2 punten                         | 1 punt   |
|           |           | - Duitsland - Portugal | - Finland - Spanje - Zwitserland |          |

### Punten gegeven door Italië

#### Finale
Punten gegeven in de finale:
| 12 punten | Monaco              |
| 10 punten | Frankrijk           |
| 8 punten  | Ierland             |
| 7 punten  | Spanje              |
| 6 punten  | Duitsland           |
| 5 punten  | Noorwegen           |
| 4 punten  | Zwitserland         |
| 3 punten  | Portugal            |
| 2 punten  | Verenigd Koninkrijk |
| 1 punt    | Griekenland         |

1956 · 1957 · 1958 · 1959 · 1960 · 1961 · 1962 · 1963 · 1964 · 1965 · 1966 · 1967 · 1968 · 1969 · 1970 · 1971 · 1972 · 1973 · 1974 · 1975 · 1976 · 1977 · 1978 · 1979 · 1980 · 1981-1982 · 1983 · 1984 · 1985 · 1986 · 1987 · 1988 · 1989 · 1990 · 1991 · 1992 · 1993 · 1994-1996 · 1997 · 1998-2010 · 2011 · 2012 · 2013 · 2014 · 2015 · 2016 · 2017 · 2018 · 2019 · 2020 · 2021 · 2022 · 2023 · 2024 · 2025